# Divieto di discriminazione
Il divieto di discriminazione è un divieto legale che consiste in un impedimento (solitamente di tipo normativo) a che vengano posti in essere atti di discriminazione verso una persona.
È un principio che è più o meno codificato negli ordinamenti giuridici moderni.

## In Italia
Tale divieto ha la sua ragion d'essere anzitutto nella Costituzione della Repubblica Italiana, che all'art. 3 recita:

### Diritto del lavoro
Fonte principale è costituita dalla legge 20 maggio 1970 n. 300, il cosiddetto (Statuto dei lavoratori), il cui titolo II è dedicato alla libertà sindacale, e ha tra gli obiettivi principali quello di tutelare la libertà e la dignità del lavoratore con riferimento a situazioni repressive che possono verificarsi nell'impresa, quali l'uso della polizia privata nelle fabbriche, le perquisizioni personali, l'uso di strumenti per il controllo a distanza dell'attività del lavoratore, l'esercizio del potere disciplinare, assunzione di informazioni sul lavoratore.
L'art 15 dello statuto dei lavoratori, sancisce la nullità di qualsiasi atto o patto diretto a subordinare l'occupazione di un lavoratore alla condizione che aderisca o meno a un sindacato, ovvero che cessi di farne parte. 

Oltre alla nullità dell'atto, la norma prevede l'applicazione di una sanzione penale. Un'altra tipologia di atti discriminatori è contenuta nel punto b), che sancisce la nullità di qualsiasi patto o atto diretto a licenziare un lavoratore, a discriminarlo nell'assegnazione di qualifiche o mansioni, nei trasferimenti, nei provvedimenti disciplinari, o a recargli altrimenti pregiudizio a causa della sua affiliazione o attività sindacale, ovvero a causa della partecipazione a uno sciopero.
L'art. 16 invece sancisce il divieto di concedere trattamenti economici di maggiore favore - aventi carattere discriminatorio ai sensi dell'art 15 - a una pluralità di persone. Un esempio tipico è costituito dai premi corrisposti ai lavoratori che non abbiano partecipato a uno sciopero.
Il legislatore italiano, con l'art. 28 D. Lgs. n. 150/2011, ha ritenuto di dover modificare la disciplina processuale delle “controversie in materia di discriminazione”, fino a quel momento sparpagliate tra una serie di provvedimenti emanati tra il 1998 ed il 2006 in attuazione di alcune direttive della Comunità Europea. Per parte della dottrina (v. tra i vari Daniele Iarussi), seppur l'intervento sia apprezzabile, la tutela risulta insufficiente.